# Aranyhal-jegyzetek
Az Aranyhal-jegyzetek (hagyományos kínai: 硃砂魚譜; egyszerűsített kínai: 朱砂鱼谱; pinjin hangsúlyjelekkel: Zhūshāyú pǔ; magyar népszerű: Csu-sa-jü pu) című rövid szakmunka szerzője Csang Csien-tö (Zhang Qiande) 張謙德 / 张谦德 (1577–1643). A kínai eredetű aranyhalak tartásával és tenyésztésével kapcsolatban ez az 1596-ban íródott mű a legrégebbi a világon, a téma páratlan kordokumentuma és forrása.

## Történeti háttér
Az aranyhal és aranyhaltartás a több ezer éves kínai kultúrának éppoly jellegzetes és meghatározó védjegye, mint a technikai találmányai, a papír, a porcelán, a selyem, a lőpor vagy a könyvnyomtatás. S noha a kedvtelésből tartott halak történelme messze az ókorba nyúlik vissza, a ma ismert aranyhalak első példányainak dokumentált forrásai csak a 11-12. századi Kínából származnak. A mintegy kétezerévesnek mondott Hegyek és vizek könyve című mitológiai geográfiai műben ugyan olvashatók olyan feljegyzések, hogy bizonyos vidékeken igen nagy számban élnek „mintás halak” (ven-jü (wenyu) 文魚), amelyet több kutató már aranyhalként azonosít, hitelt érdemlő feljegyzés az ezüstkárász háziasításáról és nemesítéséről csak jóval későbbről származik.
A Csin (Jin)-dinasztia (266–420) és a Tang-dinasztia (618–907) időszakából feljegyzések bizonyítják, hogy léteztek vörös színű aranykárászok (hung-szö csi-jü (hongse jiyu) 紅色鯽魚), melyeket tavakban, medencékben tartottak. A 10. század második felében Dél-Kínában egyszerre több medence is készülhetett egy birtokon, amelyekben díszhalakat is tartottak. Ezeken a vidékeken már hatósági rendelettel tiltották a „vörös halak” étkezésre történő felhasználását. A díszhalak tartása azonban ekkoriban még félvad jellegű volt. A tavakat sűrű növényzet jellemezte, melyek nagyon hasonlítottak a természetes környezethez. A díszhalakért felelős gondozók nem ellenőrizték rendszeresen az állományt és a nemesítéshez szükséges következetes szelekciót sem végeztek. Ekkoriban még ismeretlenek voltak a különböző szín- és formaváltozatok.
Az aranyhaltartás következő nagy korszaka a Szung (Song)-dinasztia (960–1279) idején kezdődött. Az aranyhal ma ismert elnevezése, a csin-jü (jinyu) 金魚 (szó szerint: „aranyhal”) ekkor, pontosan 1162-ben bukkan fel először, amikor is egy feljegyzés arról tudósít, hogy Kao-cung (Gaozong) 高宗 császár (1107–1187) palotájában „aranyhalas medencéket” (csin-jü-cse (jinyuchi) 金魚池) alakítottak ki. Kao-cung (Gaozong) császár mindent elkövetett annak érdekében, hogy ezek a páratlan ritkaságnak számító halak kizárólag az ő felséges személyének a gyönyörködtetésére és szórakoztatására szolgáljanak. Rajongásának és féltékenységének oka abban keresendő, hogy az aranysárga halak színe felettébb emlékeztet arra a sárga színre, amelynek viselése és használata már évszázadok óta a mindenkori császár privilégiuma volt. Ez az időszak tekinthető a tudatos tenyésztés kezdetének, hiszen a halakat ekkor már szakavatott gondozók kezelték, rendszeresen takarmányozták, és céltudatos munkával szaporították. Az ő munkájuk nyomán alakultak ki az első színváltozatok: az aranysárga, az ezüstfehér és a fekete-fehér. Kao-cung (Gaozong) császár 1187-ben bekövetkezett halála után megszűnt a császári udvar aranyhal-monopóliuma, az arisztokrácia után a köznép is megismerhette és birtokolhatta egyre nagyobb számban, a birodalom egyre szélesebb térségeiben.
Az aranyhaltartás és -tenyésztés következő nagy korszaka a Ming-dinasztia (1368–1644) korától vette kezdetét. Ekkorra tehető, hogy az aranyhalak első példányai 1502-ben eljutottak Japánba is, ahol a tenyésztésüknek, nemesítésüknek egy, a kínaitól sok szempontban különböző saját irányvonala bontakozott ki. A Ming-dinasztia idején született az Aranyhal-jegyzetek című könyvecske is, amely a maga nemében egyedülálló, hiszen az aranyhaltartás első kézikönyve, s így a világ első akvarista kézikönyve.

## Szerzője
Az Aranyhal-jegyzetek szerzőjéről, Csang Csien-tö (Zhang Qiande)ről 張謙德 / 张谦德 viszonylag kevés adat ismert. Annak ellenére, hogy neves tudóscsaládból származott és a nevéhez több, hasonló páratlan alkotás köthető, a Ming-dinasztia hivatalos krónikájának életrajzi fejezeteiben nem szerepel. Élete egy-egy epizódja szinte kizárólag a saját műveiben olvasható, személyes feljegyzéseiből rekonstruálható.
Csang Csien-tö (Zhang Qiande) Kína azon vidékén, a mai Csiangszu (Jiangsu) tartományban született és élt, amely az aranyhaltartás egyik „fellegvárának” számított a Ming-dinasztia idején. Apja, Csang Jing-ven (Zhang Yingwen) 張應文 (1535-1593) elismert írástudó volt, aki kora kiváló művészeivel ápolt jó barátságot. Idősebb korában a régi, ősi bronzfeliratok tanulmányozásának szentelte az életét. Nem tudni, hogy hány gyermeke volt, az bizonyos, hogy az Aranyhal-jegyzetek szerzőjeként ismertté vált Csien-tö (Qiande) negyvenkét éves korában, 1577-ben született. Egyetlen ismert fia mindössze tizenhat éves volt, amikor ő ötvennyolc éves korában elhunyt. Nem valószínű, hogy Csang Csien-tö (Zhang Qiande) apja halála után egyedül gondoskodott volna a családi birtokról, sokkal inkább feltételezhető, hogy az írástudó arisztokrácia viszonylag kényelmes és biztonságos életét élte a virágzó Dél-Kínában. A hagyományos és kiváló neveltetésben részesült Csang Csien-tö (Zhang Qiande) mindössze tizennyolc éves volt, amikor először adott számot tehetségéről. Ekkor, 1595-ben írta meg a máig fennmaradt és a maga nemében páratlan rövidke művét, a Cserépben nevelt virágok jegyzeteit (Ping hua pu 瓶花譜). Úgy tűnik, hogy Csang Csien-tö (Zhang Qiande) szakítva a hagyományos műveltség íratlan szabályaival, miszerint inkább illett volna a táj szépségét, a vidéki élet békességét megörökítő költeményeket alkotni, ő sokkal inkább a mindennapok apró örömeit jelentő tevékenységekről tudósított analitikus szemlélettel. Tizenkilenc éves korában, 1596-ban írta meg az Aranyhal-jegyzeteket. Mindössze huszonegy éves volt, amikor 1598-ban közreadta következő művét, a Teakönyvet (Csa-csing (Chajing) 茶經).
Részleteiben nem ismert ugyan Csang Csien-tö (Zhang Qiande) élete, ám ifjúkori íráskészsége élete végéig nem hagyott alább, jelenleg több mint egy tucat művet tartanak számon a neve alatt. Egy évvel a Ming-dinasztia bukása előtt, 1643-ban, hatvanhat évesen halt meg a családi birtokon.

## A mű
A mű első fejezetének utolsó szakaszának (1.10) fordítása:

### Címe
A mű címében nem a ma általános elterjedt csin-jü (jinyu) 金魚 („arany+hal”) kifejezés szerepel, hanem a csu-sa-jü (zhushayu) 硃砂魚, ami szó szerint azt jelenti, hogy „cinóber(vörös) hal”. Ám minden kétséget kizáróan az ezüstkárászból nemesített aranyhalról van szó, melynek a szöveg keletkezésekor, a Ming-dinasztia idején a leginkább elterjedt változata a cinóbervörös volt.

### Szerkezete
Az Aranyhal jegyzeteket a szerzője egy rövid, személyes hangú bevezetőt követően két fejezetre (pien (pian) 篇), fejezetenként pedig 10-10 szakaszra osztotta. Az első fejezet (sang pien (shang pian) 上篇) „A formai jellegzetességek bemutatása” (Hszü zsung cse (Xu rong zhi) 叙容質), a második fejezet (hszia pien (xia pian) 下篇) pedig „A gondos tartás bemutatása” (Hszü aj jang (Xu ai yang) 叙愛養) címet viseli.

#### Első fejezet
Az első fejezet sorra veszi az akkoriban létezett aranyhalak forma és szín változatait. A színeket és mintázatokat illetően a következő variánsokat sorolja fel:
- fehér testű, fején cinóbervörös „király” (vang (wang) 王) írásjeggyel;
- feje és farokúszója is vörös, derekán jádeövvel;
- feje és farokúszója is fehér, derekán aranyövvel;
- teste egyik fele cinóbervörös, a másik fehér;
- egyik arca cinóbervörös, a másik fehér, s olyan éles kontúrral válnak el egymástól, mint az ég s a föld;
- egész teste tiszta fehér, a hátán cinóbervörös pettyek, melyek egy sorba rendezett hét csillag alakzatot rajzolnak ki, vagy gomolygó felhő-, vagy hullámmintát;
- egész teste cinóber vörös, rajta fehér színű hét csillag-, gomolygó felhő-, vagy hullámminta;
- fehér testű, melynek feje cinóbervörös, rajta gyógyszertartó lopótökkulacs-, krizantém-, vagy szilvavirág-minta;
- cinóbervörös testű, feje teljesen vörös, rajta gyógyszertartó lopótökkulacs-; krizantém-, vagy szilvavirág-minta;
- fehér testű vörös alabárd (mintával), vörös csíkkal, borostyán szemekkel, aranyháttal vagy ezüstháttal, aranysávval vagy ezüstsávval;
- olyan, mint a lehullott virágszirmoktól vöröslő föld;
- olyan, mint a cinóbervörössel és fehérrel egymásba szőtt brokát.[3]

Áttekintést ad a tálakba, illetve medencékbe szánt példányok esztétikai szempontjairól, bemutatja a halak fejlődésével járó formai és szín változásokat, a tovább tenyésztéshez fontos kiválogatási szempontokat. Végül a 10. szakaszban lírai hangon, csiszolt irodalmi stílusban arról értekezik a szerző, hogy mikor és hogyan gyönyörködjünk halainkban.

#### Második fejezet
A második fejezet 10 szakasza a vadon befogott halak áttelepítéséről, a tartáshoz használt víz minőségéről, a vízcsere mikéntjéről, az etetés fortélyairól, az ikráztatásról, az ivadékok gondozásáról, az aranyhal-tartás időjárási körülményeiről és végül az aranyhal-tartáshoz legalkalmasabb tárolóedényekről ad felvilágosítást.

## Fordítása
- Az Aranyhal jegyzetek első nyugati nyelvű feldolgozása Arthur Christopher Moule (1873-1957), angol sinológus nevéhez fűződik, akinek a művel kapcsolatos tudományos igényű publikációja „A Version of the Book of Vermilion Fish” címen 1950-ben jelent meg.[6]
- A Tokaji Zsolt által készített magyar nyelvű fordítás a mű második ismert idegen nyelvű változata. A 2011-ben, a Fapadoskonyv.hu gondozásában megjelent kiadvány érdekessége, hogy a kiadó Bonsai Books sorozatában, kétnyelvű (kínai-magyar) minikönyv formátumú.[m 1][7]

### Magyarul
- Aranyhal-jegyzetek; Fapadoskonyv.hu, Bp., 2011 (Bonsai books)

## Az eredeti szöveg

### Bevezető
餘性沖澹。無他嗜好。獨喜汲清泉養硃砂魚。時時觀其出沒之趣。每至會心處。竟日忘倦。惠施得莊周非魚不知魚之樂。豈知言哉。乃餘久而聞見浸多餌飼益。諳暇日。叙其容質與夫愛養之。理輒條數事。作硃砂魚譜與同志者共之。

丙申夏仲六日序

### Első kötet -A formai jellegzetességek bemutatása
上篇 - 叙容質
- 第一
硃砂魚。獨盛于吳中。大都以色如辰州硃砂。故名之雲爾。此種最宜盆蓄。極爲鑒賞家所珍。有等紅而帶黃色者。即人間所謂金鯽。乃其別種。僅可點綴陂池。不能當硃砂魚之十一。切勿蓄。
- 第二
吳地好事家。每于園池齊閣勝處輒蓄硃砂魚。以供目觀。餘家城中自戊子迄今所見不翅數十萬頭。於其尤者命工圖寫。粹集既多。漫爾疏之。有白身頭頂硃砂王字者。首尾俱朱腰圍玉帶者。首尾俱白腰圍金帶者。半身硃砂半身白。及一面硃砂一面白作天地分者。滿身純白背點硃砂界一綫作七星者。巧雲者。波浪紋者。滿身硃砂皆間白色作七星者。巧雲者。波浪紋者。白身頭頂硃砂者。藥葫蘆者。菊花者。梅花者。硃砂身頭頂百朱者。藥葫蘆者。菊花者。梅花者。白身朱戟者。朱邊緣者。琥珀眼者。金背者。銀背者。金管者。銀管者。落花紅滿地者。硃砂白相錯如錦者。種種變態難以盡述。
- 第三
凡辨硃砂魚用磁州白盞盛看。若水與盞俱映紅者方是真正硃砂色。或紅不能映水。縱鮮紅尤是二色。
- 第四
硃砂魚養之池中。有大幾二尺者。而色仍極紅。無异盆蓄。或雲池中金鯽即硃砂魚。彼食土而大故色淡耳。殊不知真硃砂魚縱池蓄之未常色淡也。
- 第五
均一硃砂魚也。其色有生而便如好辰砂者。有初生帶黃經霜雪始變为硃砂者。俱爲盆中佳品。一種經霜雪仍帶黃色者。金鯽耳。更無可取用。園池中蓄數頭妝點景象亦得。
- 第六
盆歙中其純白者最無用。乃有久之變为葱白者。翡翠者。水晶者。迫而視之俱洞見腸胃。此硃砂魚之別種。可貴者。但不一二年複變爲白矣。倘亦彩雲易散琉璃脆耶。
- 第七
魚尾皆二。獨硃砂魚右三尾者。五尾者。七尾者。九尾者。凡魚所無也。第美終于尾者身材未必嘉。故取節焉乃得。餘家庚寅年所蓄一時有頭頂硃砂王字者。玉帶者。七星者。巧雲者。梅花者。紅白邊緣者。皆九尾。七尾。吳中好專家竟移樽俎蟻集鑒賞。歷數月乃罷。
- 第八
硃砂魚之美不特尚其色。其尾其花紋其身材亦與凡魚不同也。身不論長短必肥壯豐美者方入格。或清臒或纖瘦者俱不快鑒家目。余故每日課童子飼養。又躬自周旋其側。察識其性而節宣之。所蓄魚皆洪纖合度骨肉停勻自分類。頗得其事與理。及觀好事家所蓄遂無如餘家者。
- 第九
大都好事家養硃砂魚尤猶國家用材。然蓄類貴廣而選擇貴精。須每年夏間市取數千頭。分數十缸飼養。逐日去其不佳者。百存一二幷作兩三缸蓄之。加意愛養自然奇品悉備。
- 第十
賞鑒硃砂魚。宜早起。陽谷初生。霞錦未散。蕩漾于清泉碧藻之間。若武陵落英點點。撲人眉捷。宜月夜。圓魄當天倒影插波。時時尺鱗撥刺。自覺目境爲醒。宜微風。爲披爲拂。琮琮成韵。游魚出聽。致極可人。宜細雨。濛濛霏霏。保波成紋。且飛且躍。竟吸天漿。觀者逗弗肯去。

### Második kötet -A gondos tartás bemutatása
下篇 - 叙愛養
- 十一
魚相忘于江湖。是魚樂也。硃砂魚不幸爲庭齋間物。涓涓一勺水之積也。不厚故。須數日一換却。其水取江湖活水爲上。井水清泠者次之。必不用者城市中河水也。
- 十二
海換水需早起。須盥手。須緩緩用碗捉取。勿迫以手。迫則傷其鱗鬣。鱗鬣傷。魚則日漸就斃。縱不斃亦乏天趣。而生意不舒矣。慎之慎之。
- 十三
換水一兩日後。底積垢膩。宜用湘竹一段作吸水筒。時時吸去之。庶無塵俗氣。倘若時不吸。色便不鮮美。故吸垢之法尤爲樞要焉。或曰投田螺兩三枚。收其垢膩亦可。
- 十四
此魚性嗜水中紅蟲。逐日取少許飼之。毋令過多。多則腹脹致斃。亦毋令缺。缺則魚不豐美。若欲其不畏人。每飼彼紅蟲先以手掬水數聲誘之。彼必鼓浪來食。及習之既熟一聞掬水聲即便往來親人。謂之食化。
- 十五
水中紅蟲盛于夏秋之間。入冬曆春即爲罕物。此時宜以生鶏子調碎。用竹絲帚逐旋細點飼之乃佳。惟凝寒中縱不飼之而不害。
- 十六
每年四五月間正硃砂魚散子之候。若天欲作雨。須擇潔淨水藻平鋪水面。以待伺其既散。逐一取有子者。另置小缸器中曬子。倘過時不取則子悉爲他魚所食。
- 十七
魚初出時如針如綫。且未須以物飼之。俟其長至四五分既變紅色方可飼以紅蟲。最忌飼之太早。太早則傷其腸胃。以致斃之道也。
- 十八
凡魚入夏皆喜雨而畏日。硃砂魚尤甚。綠缸中水力淺薄故也。每夏日須早起以梅天雨水灑之。日既高須植一架以藍色布幔蔭之乃佳。不然一經烈日。則缸中之水熱如沸湯。魚之不斃者寡矣。
- 十九
此魚不甚畏寒。縱不藏亦得。但遇冱寒則輒底俱凍。多至夭損。須每年冬仲盛于中等缸器中。掘窖安置。須用一缸覆之外加以泥。待開歲春仲始出窖。乃爲萬全也。
- 二十
大凡蓄硃砂魚缸以磁州所燒白者爲第一。杭州宜興所燒者亦可用。終是色澤不佳。余常見好事者家用一古銅缸蓄魚數頭。其大可容二石。制極古樸。青綠四裹。古人不知何用。今取以蓄硃砂魚亦似所得。